# Selva di Progno
Selva di Progno (im zimbrischen Dialekt: Brunghe) ist eine nordostitalienische Gemeinde (comune) mit 900 Einwohnern (Stand 31. Dezember 2023) in der Provinz Verona in Venetien. Die Gemeinde liegt etwa 22,5 Kilometer nordnordöstlich von Verona am Parco naturale regionale della Lessinia, gehört zur Comunità montana della Lessinia und grenzt unmittelbar an die Provinz Vicenza und an das Trentino. Sie gehört zu den dreizehn Gemeinden – der zimbrischen Sprachinsel.

## Persönlichkeiten
- Settimio Arturo Ferrazzetta (1924–1999), römisch-katholischer Ordensgeistlicher, Bischof von Bissau